# Ethiopian Airlines
Ethiopian Airlines – etiopska narodowa linia lotnicza, z siedzibą w Addis Abebie, od 2011 członek sojuszu Star Alliance.

## Historia
Linia Ethiopian Airlines została założona 30 grudnia 1945 przez Haile Selassie I – ostatniego cesarza Etiopii. Pierwszym połączeniem były cotygodniowe loty na trasie Addis Abeba - Kair. W 1953 zostało uruchomione pierwsze połączenie dalekodystansowe – do Frankfurtu.

## Połączenia

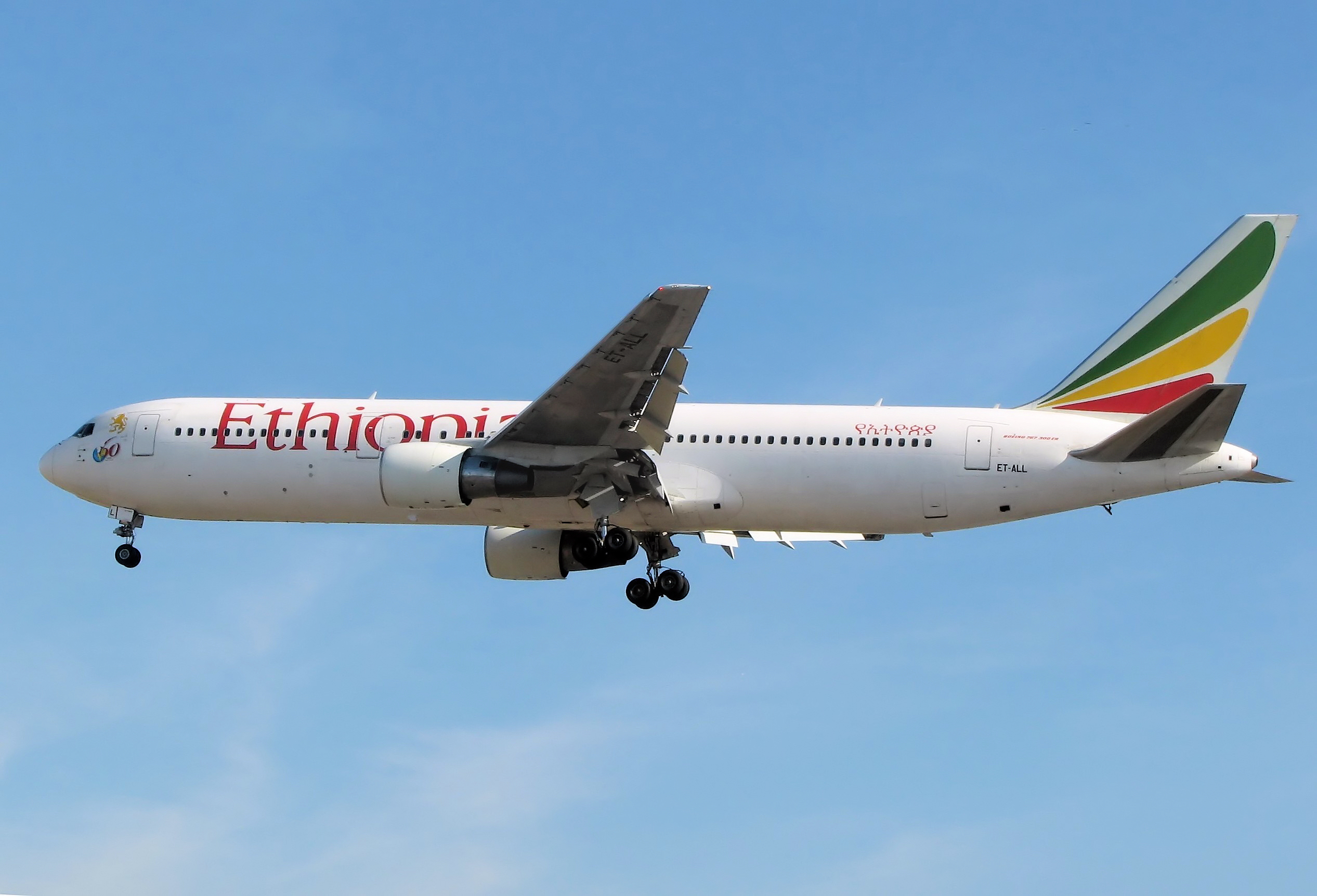
Boeing 767-300ER

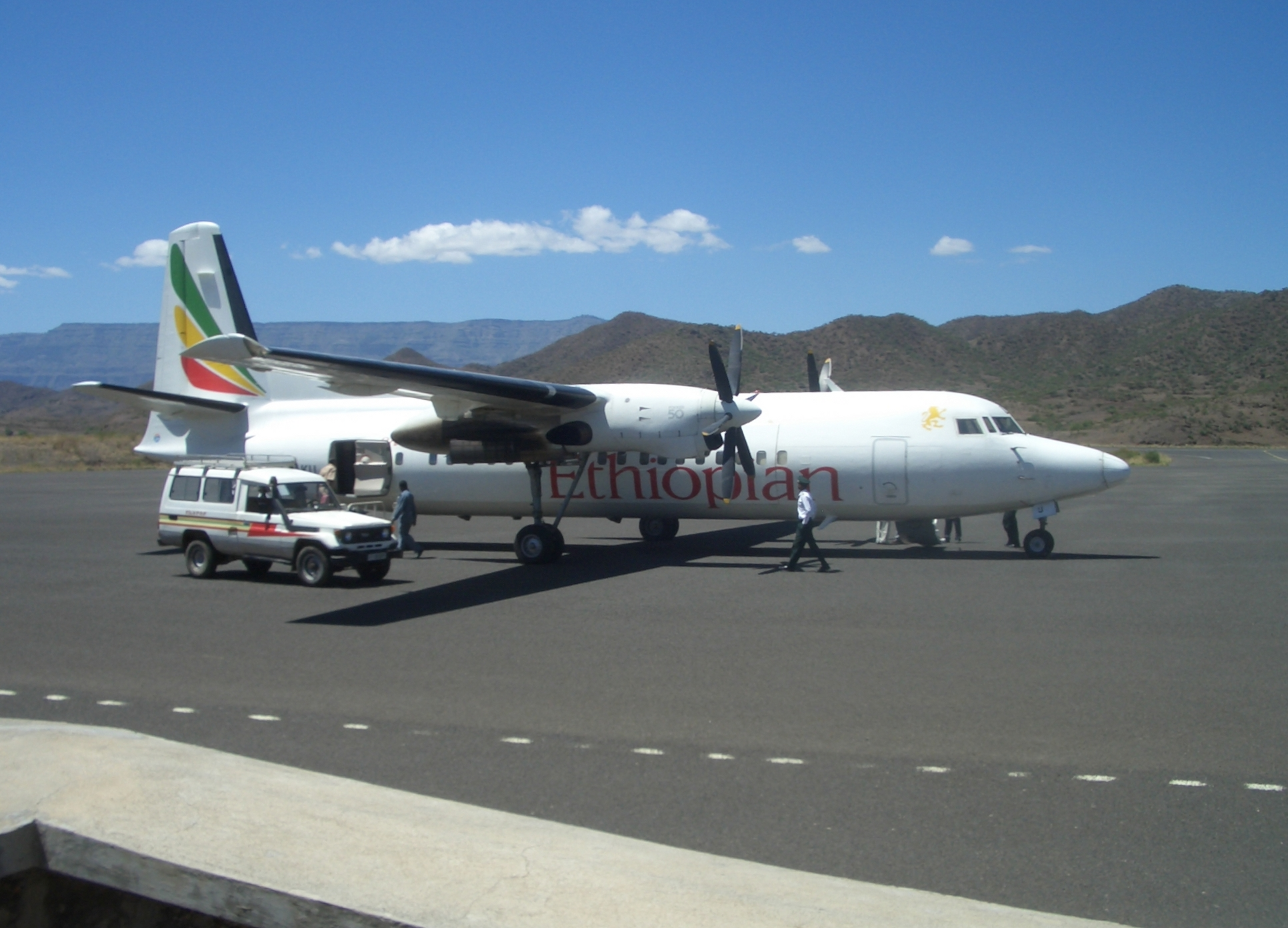
Fokker 50

W 2025 Ethiopian Airlines realizował połączenia  krajowe i międzynarodowe do 154 lotnisk w 83 krajach na całym świecie. Ze swojego głównego portu lotniczego w Addis Abeba wykonywał regularne loty na 119 trasach, w tym od 2024 do Warszawy.

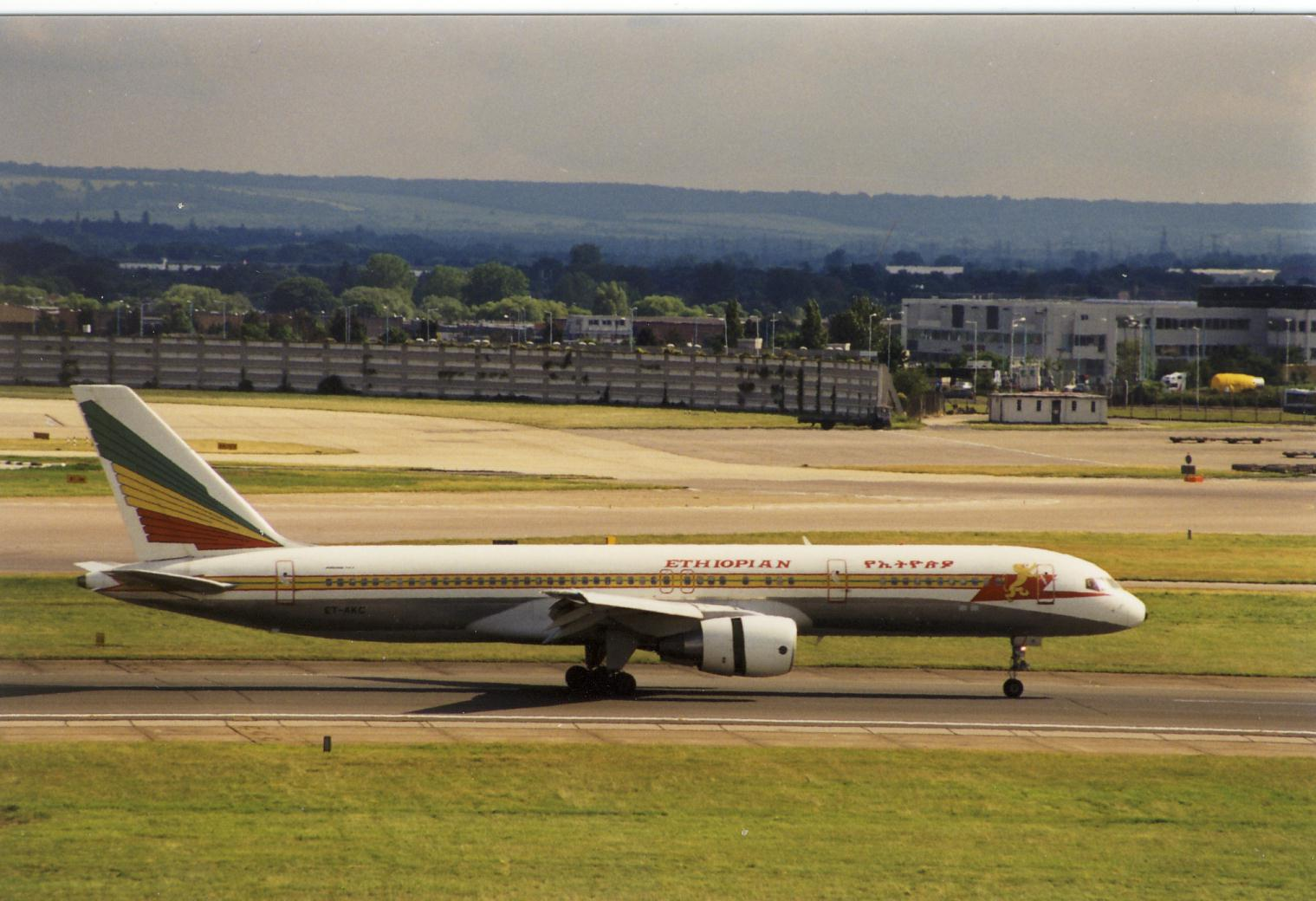
Boeing 757-200 w 1998 roku

## Linie partnerskie
Ethiopian Airlines z poniższymi liniami lotniczymi oferuje pasażerom połączenia lotnicze w formule codeshare:
| - Aegean Airlines* - Air Botswana - Air Canada* - Air China* - Air Congo - Air Côte d'Ivoire - Air Europa - Air India* - ANA* | - Asiana Airlines* - ASKY Airlines - Austrian Airlines* - Azul - EgyptAir* - EL AL - Flynas - Gol - Gulf Air | - Kuwait Airways - LAM Mozambique Airlines - Lufthansa* - Malaysia Airlines - Malawi Airlines - Oman Air - PIA - RwandaAir - SAS | - Saudia - Shenzhen Airlines* - Singapore Airlines* - South African Airways* - TAP Portugal* - Thai Airways* - Turkish Airlines* - Zambia Airways |

* Linie, które są członkiem Star Alliance

## Flota
Według stanu na sierpień 2025 flota Ethiopian Airlines składała się ze 143 samolotów, w tym 20 do transportu cargo o średnim wieku 8,5 lat:
| Samolot                 | Samolot | Samolot   | Liczba miejsc      | Liczba miejsc      | Liczba miejsc      | Liczba miejsc      | Uwagi |
| Model                   | Aktywne | Zamówione | B                  | P                  | E                  | Łącznie            | Uwagi |
| ----------------------- | ------- | --------- | ------------------ | ------------------ | ------------------ | ------------------ | ----- |
| Airbus A350-900         | 20      | 11        | 30                 | –                  | 318                | 348                |       |
| Airbus A350-1000        | 4       | –         | 46                 | –                  | 349                | 395                |       |
| Boeing 737-700          | 2       | –         | 16                 | –                  | 102                | 118                |       |
| Boeing 737-800          | 7       | –         | 16                 | –                  | 138                | 154                |       |
| Boeing 737 MAX 8        | 21      | 2         | 16                 | –                  | 144                | 160                |       |
| Boeing 777-200          | 6       | –         | 34                 | –                  | 287                | 321                |       |
| Boeing 777-300ER        | 5       | –         | 28                 | 28                 | 305                | 361                |       |
| Boeing 777-300ER        | 5       | –         | 34                 | –                  | 365                | 399                |       |
| Boeing 787-8            | 19      | –         | 24                 | –                  | 246                | 270                |       |
| Boeing 787-9            | 10      | 11        | 30                 | –                  | 285                | 315                |       |
| De Havilland Dash 8-400 | 29      | –         | 7                  | –                  | 64                 | 71                 |       |
| De Havilland Dash 8-400 | 29      | –         | –                  | –                  | 78                 | 78                 |       |
| Cargo                   |         |           |                    |                    |                    |                    |       |
| Boeing 737-800F         | 4       | –         | konfiguracja cargo | konfiguracja cargo | konfiguracja cargo | konfiguracja cargo |       |
| Boeing 767-300          | 4       | –         | konfiguracja cargo | konfiguracja cargo | konfiguracja cargo | konfiguracja cargo |       |
| Boeing 777F             | 12      | 2         | konfiguracja cargo | konfiguracja cargo | konfiguracja cargo | konfiguracja cargo |       |
| Suma                    | 143     | 26        |                    |                    |                    |                    |       |